# 有效域
在数学的一个分支——凸分析中，有效域是对定义域的扩展。

## 定義
给定一个向量空间X，则一个映射到廣義實數域的凸函数 {\displaystyle f:X\to \mathbb {R} \cup \{\pm \infty \}} 的有效域 被定义为：
{\displaystyle \operatorname {dom} f=\{x\in X:f(x)<+\infty \}}。
对于凹函数，其有效域为：
{\displaystyle \operatorname {dom} f=\{x\in X:f(x)>-\infty \}}。
有效域的一个等价说法是上镜图的投影，即：
{\displaystyle \operatorname {dom} f=\{x\in X:\exists y\in \mathbb {R} :(x,y)\in \operatorname {epi} f\}}。
注意，如果一个凸函数映射到一般的实数域，即 {\displaystyle f:X\to \mathbb {R} }，则其有效域等价于一般的定义域。
函数 {\displaystyle f:X\to \mathbb {R} \cup \{\pm \infty \}} 被稱作是真凸函数，当且仅当f 是凸的, f的有效域非空，且对于任意 {\displaystyle x\in X} 有 {\displaystyle f(x)>-\infty }。